# Prison of the Dead
Prison of the Dead è un film del 2000 diretto da David DeCoteau.

## Trama
Kristof St. Pierce, Allie, Rory e Michele sono quattro amici milionari che non si vedono da anni. Si rincontrano soltanto quando vengono a sapere della morte di un loro amico, Calvin. I quattro si dirigono in un castello abbandonato, usato in precedenza per torturare streghe e presunti demoni. Arrivati al castello vengono a sapere che era tutto uno scherzo: Calvin è vivo ed era tutto un piano organizzato da Kristof. Quest'ultimo rivela ai ragazzi di voler trovare una chiave per aprire una porta speciale per dimostrare al padre l'esistenza del soprannaturale. I ragazzi partecipano così a una seduta spiritica, invocando lo spirito di tre boia.
Dopo la seduta spiritica i tre boia vengono resuscitati, richiamati dai ragazzi. Iniziano così a uccidere un membro alla volta del gruppo, non risparmiando nemmeno Bill, un ragazzo che stava nei dintorni con lo scopo di vendicarsi di Kristof per le sue azioni passate, e i suoi amici. Alla fine soltanto Kristof riuscirà a sopravvivere.